# Yvonne Strahovski
Yvonne Jaqueline Strzechowski (en polonais : [iˈvɔn ˈdʐaklin stʂɛˈxɔfskʲi]) dite Yvonne Strahovski (en anglais : [iːˈvɒn strəˈhɒvski]) est une actrice australienne, née le 30 juillet 1982 à Werrington Downs (en) (Nouvelle-Galles du Sud).
Elle est notamment connue pour ses rôles de Sarah Walker dans la série télévisée américaine Chuck (2007-2012), d'Hannah McKay dans la série Dexter (2012-2014) et de Serena Waterford dans la série The Handmaid's Tale : La Servante écarlate (depuis 2017).

## Biographie

### Jeunesse et formation
Yvonne Jacqueline Strzechowski est née à Werrington Downs en Australie de l'union de Piotr et Bozena Strzechowski, venant de Tomaszów Mazowiecki, en Pologne. Son père est ingénieur en électronique et sa mère travaille en tant que technicienne de laboratoire.
À l'âge de 5 ans, elle a appris la danse et déclare que cela lui a été utile pour les scènes de combats dans la série Chuck.[réf. nécessaire]
Elle a pris des cours de comédie à l'âge de douze ans. Durant ses études, elle a fréquenté le lycée de Santa Sabina, à Strathfield en Australie et a obtenu un baccalauréat en arts à l'Université occidentale de Sydney en 2003 et a fondé une petite compagnie de théâtre,.

### Carrière

#### Débuts et révélation télévisuelle

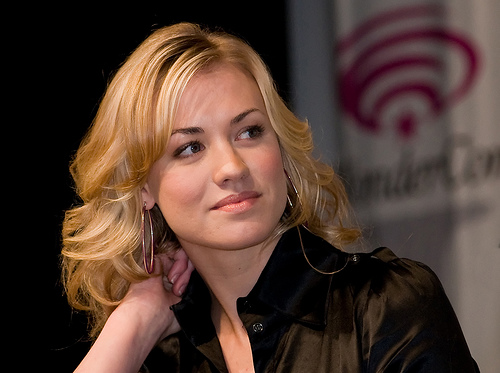
Yvonne Strahovski au WonderCon en août 2009 pour la promotion de la troisième saison de la série Chuck.

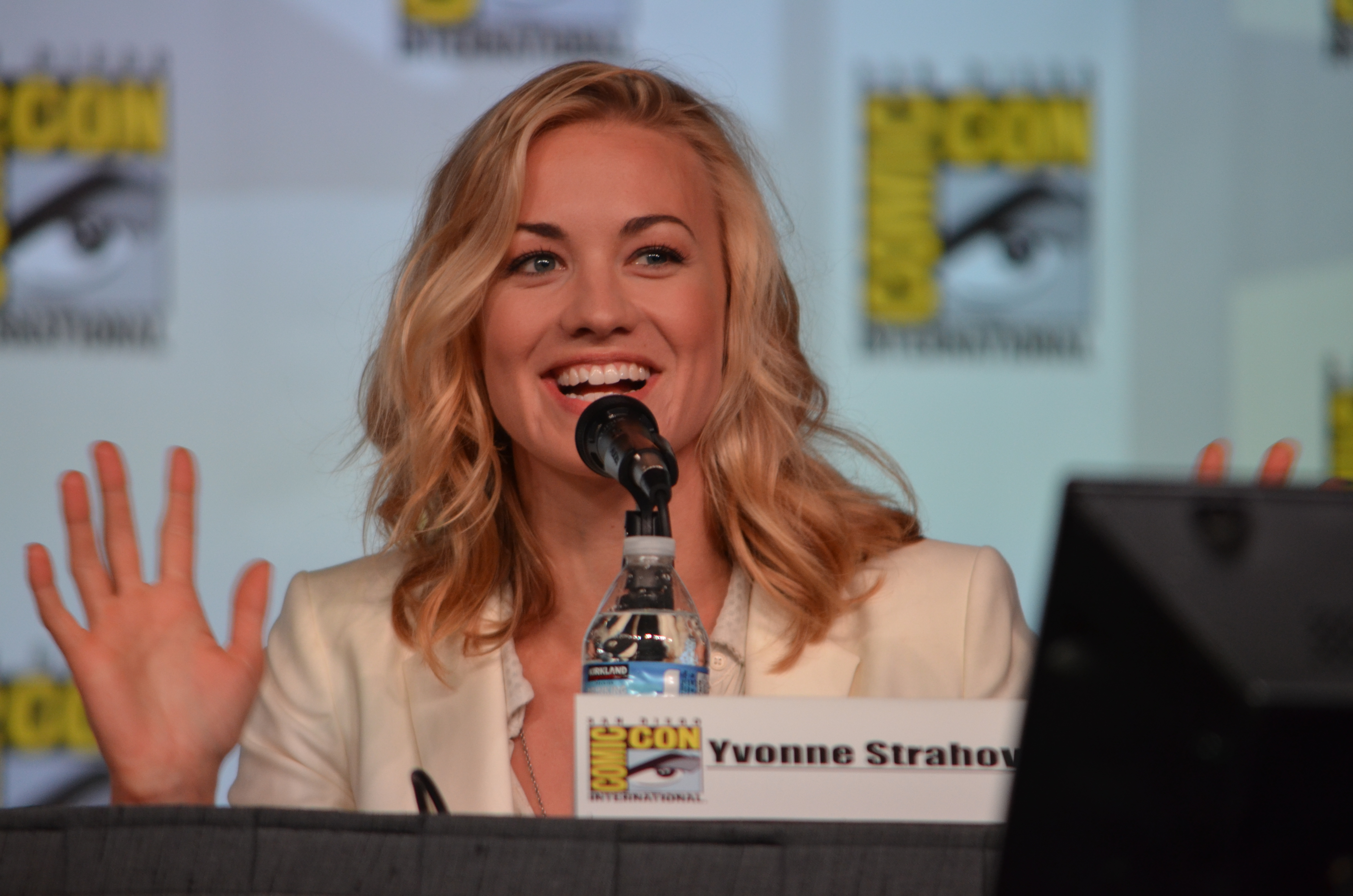
Au San Diego Comic-Con International 2012 pour la septième saison de la série Dexter.

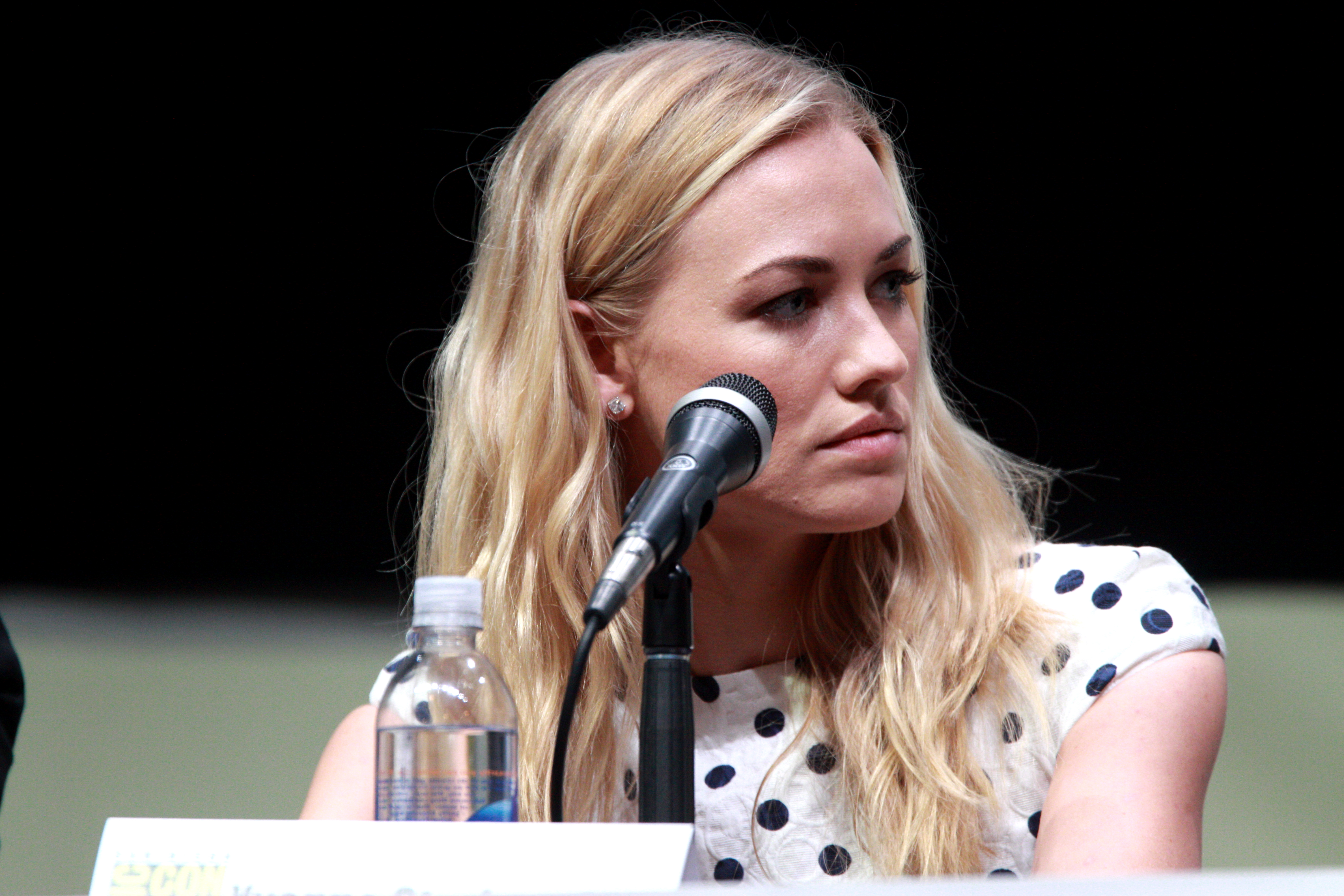
Et lors de à l'édition 2013 pour la huitième et dernière saison de la série.

Yvonne Strahovski a commencé sa carrière d'actrice à l'école en Australie en débutant dans La Nuit des rois où elle interprétait Viola. Au théâtre, elle a joué dans la pièce Kieslowski's Neck Elle a ensuite interprété plusieurs rôles dans des films et séries télévisées comme Double the Fist (en), Headland (en) ou Sea Patrol.
En juin 2007, elle est retenue pour le rôle principal féminin de Sarah Walker dans la série télévisée de NBC, Chuck, qui a débuté en septembre de la même année.
En 2009, elle est choisie pour prêter sa voix (en version originale) et son apparence physique au personnage Miranda Lawson des jeux vidéo, Mass Effect Galaxy, Mass Effect 2 et 3 de BioWare sur PC, Xbox 360 et PlayStation 3.
En 2010, elle est choisie pour le rôle féminin principal dans le film Killer Elite de Gary McKendry, sorti en 2011. La même année, elle a reçu le Teen Choice Award (meilleure actrice dans une série d'action) pour son rôle dans Chuck, ainsi qu'une nomination au Spike Video Game Awards pour la meilleure performance par un humain de sexe féminin pour le jeu vidéo Mass Effect 2.
Depuis 2011, elle est l'égérie des produits de Sobe Lifewater. Toujours en 2011, elle prête sa voix au personnage Aya Brea pour le nouveau volet du jeu vidéo The 3rd Birthday de Square Enix sur PSP. En mars de la même année, elle obtient aussi le rôle de Jessica dans le film Maman, j'ai raté ma vie (The Guilt Trip) d'Anne Fletcher.
En novembre de la même année, elle obtient celui de Terra Wessex dans I, Frankenstein de Stuart Beattie,, dont le tournage a débuté le 27 février 2012 en Australie. Toujours en 2011, le Cosmopolitan Magazine lui a décerné le prix du Fun Fearless Female de l'année ainsi que le prix de l'actrice préférée à la télévision.[réf. nécessaire]

#### L'aprèsChuck
De 2012 à 2013, Yvonne Strahovski interprète le personnage récurrent de Hannah McKay dans les septième et huitième saisons de la série télévisée Dexter.
En janvier 2014, elle obtient le rôle de Kate Morgan, un agent de la CIA, dans la neuvième saison de la série 24 heures chrono, sous-titrée 24: Live Another Day et a été choisie pour le rôle principal féminin du film Manhattan Night de Brian DeCubellis, au côté d'Adrien Brody. En septembre de la même année, elle est choisie pour interpréter l'un des rôles principaux de la nouvelle série The Astronaut Wives Club, diffusée à la mi-saison,.
En juin 2015, l'actrice participe à un Princess Rap Battle aux côtés de Whitney Avalon ; elle interprète Daenerys Targaryen de la série Game of Thrones dans un clip qui est diffusé sur la chaîne Youtube de Withney Avalon plus tard dans le mois. Le même mois, Yvonne Strahovski s'est rendue en Thaïlande pour le tournage d'un long métrage, All I See Is You, dirigé par le scénariste de World War Z, Marc Forster, aux côtés de Blake Lively.
Fin juillet 2015, l'actrice est choisie pour interpréter Beth, une mystérieuse détective qui arrive dans une ville sanglante du Kansas dans le pilote d'un nouveau projet d'Amazon, Edge, aux côtés de Ryan Kwanten et Max Martini.
Début 2016, l'actrice prête sa voix dans le film d'animation Batman : Mauvais Sang.
En mai 2016, Yvonne Strahovski donne la réplique à Adrien Brody avec la sortie du film policier Manhattan Night.
En juin 2016, elle tourne dans les environs du lac Carling (Québec) pour le film d'horreur intitulé He's Out There.
Fin août 2016, l'actrice est confirmée comme actrice principale sur le tournage d'une nouvelle série télévisée pour Hulu, The Handmaid's Tale, aux côtés de Joseph Fiennes et Elisabeth Moss.
En février 2017, elle rejoint la distribution du reboot du film The Predator de Shane Black, prévu pour 2018.

### Image publique
Elle parle couramment polonais et l'a utilisé brièvement lors du quatrième épisode de la première saison, Brillante mission (Chuck Versus the Wookie), dans la série télévisée Chuck.
Elle a choisi une version phonétique différente de son nom, Strahovski (au lieu de Strzechowski), qui est plus facile à lire et à prononcer.
En mai 2012, elle est placée en 35e position dans le classement des 100 plus belles femmes du monde d'après le magazine Maximal (Maxim).

### Vie privée
En septembre 2017, lors de la 69e cérémonie des Primetime Emmy Awards, elle révèle s'être mariée durant l'été 2017 à Tim Loden, son partenaire depuis six ans.
En 2018, elle donne naissance à un garçon prénommé William,. En 2021, elle accouche d'un second fils et en 2023, elle annonce la naissance de son troisième fils.

## Théâtre
- 2012-2013 : Golden Boy : Lorna Moon

## Filmographie
Sauf indication contraire, les informations mentionnées dans cette section peuvent être confirmées par la base de données cinématographiques IMDb,  présente dans la section « Liens externes ».

### Cinéma

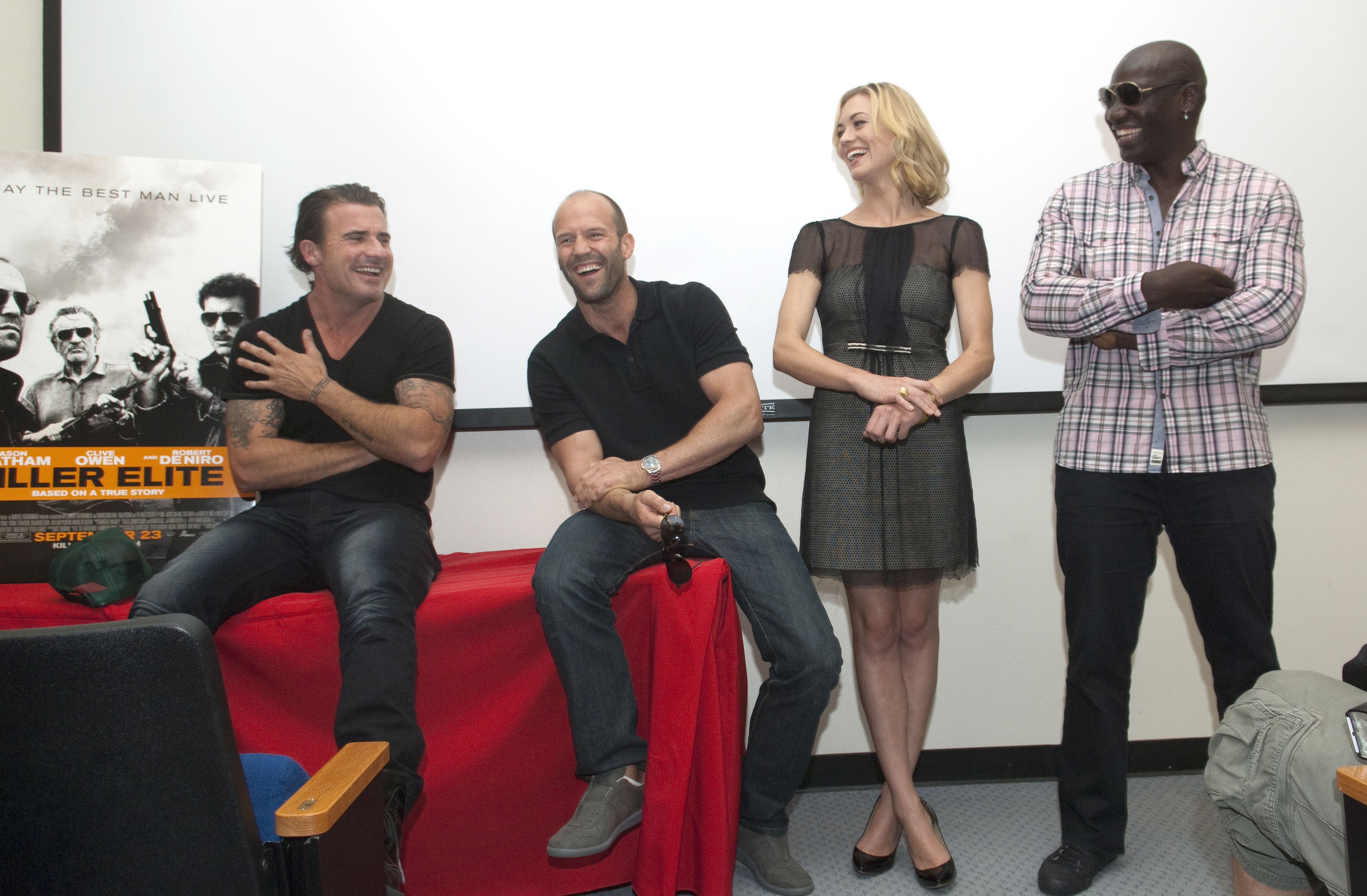
Yvonne Strahovski est la troisième en partant de la gauche.

#### Longs métrages
- 2007 : Gone (en) de Ringan Ledwidge : Sondra[n 1]
- 2008 : The Plex (en) de Tim Boyle : Sarah
- 2009 : The Canyon (en) de Richard Harrah : Lori[n 2]
- 2010 : I Love You Too (en) de Daina Reid : Alice
- 2010 : Matching Jack (en) de Nadia Tass : Veronica
- 2011 : Killer Elite de Gary McKendry : Anne Frazer
- 2012 : Maman, j'ai raté ma vie (The Guilt Trip) d'Anne Fletcher : Jessica[n 3],[37]
- 2014 : I, Frankenstein de Stuart Beattie : Terra Wessex, une scientifique[16]
- 2016 : Manhattan Night de Brian DeCubellis : Caroline Crowley
- 2017 : Je ne vois que toi (All I See Is You) de Marc Forster : Karen, la meilleure amie de Gina
- 2018 : He's Out There (en) de Dennis Iliadis (en) : Laura
- 2018 : The Predator de Shane Black : Emily McKenna
- 2019 : Angel of Mine de Kim Farrant : Claire
- 2021 : The Tomorrow War de Chris McKay : le colonel Muri Forester, fille de Dan Forester

#### Court métrage
- 2009 : Persons of Interest de Tristan Kenyon : Lara[n 1]

#### Films d'animation
- 2010 : Lego : Les Aventures de Clutch Powers (Lego: The Adventures of Clutch Powers) de Howard E. Baker : Peg Mooring[n 3] (voix originale)
- 2010 : Lego : Un jour à s'arracher les cheveux (en) (Lego Clutch Powers: Bad Hair Day) de Howard E. Baker : Peg Mooring (voix originale - court métrage)
- 2012 : Koala Kid (en) (The Outback) de Kyung Ho Lee : Miranda (voix originale)
- 2016 : Batman : Mauvais Sang (Batman: Bad Blood) de Jay Oliva : Katherine « Kathy » Kane / Batwoman (voix originale)

### Télévision

#### Téléfilms
- 2006 : BlackJack: Dead Memory (en) : Belinda[n 1]
- 2015 : Edge de Shane Black : Beth[38] (projet de série abandonnée)

#### Séries télévisées
- 2004 : Double the Fist (en) : Suzie (saison 1, épisode 4)
- 2005-2006 : Headland (en) : Freya Lewis (33 épisodes)
- 2007 : Sea Patrol : agent fédéral Martina Royce[n 4] (saison 1, épisode 13)
- 2007-2012 : Chuck : agent Sarah Lisa Walker (91 épisodes)
- 2012-2013 : Dexter : Hannah McKay (17 épisodes, saisons 7 et 8)
- 2014 : Louie : Blake (saison 4, épisode 2)
- 2014 : 24 heures chrono : Kate Morgan (12 épisodes - saison 9 : 24: Live Another Day)
- 2015 : Princess Rap Battle : Daenerys Targaryen (saison 1, épisode 5)
- 2015 : The Astronaut Wives Club : Rene Carpenter (10 épisodes)
- 2017-2025 : The Handmaid's Tale : La Servante écarlate (The Handmaid's Tale) : Serena Joy Waterford/Wharton (58 épisodes - terminée)
- 2018-2019 : Raiponce, la série (Tangled: The Series) : Stalyan (voix originale, 2 épisodes)
- 2020 : Stateless : Sofie Werner (6 épisodes[28])
- 2024 : Teacup : Maggie Chenoweth

### Jeux vidéo
- 2009 : Mass Effect Galaxy de BioWare (iPhone) : Miranda Lawson[n 5]
- 2010 : Mass Effect 2 de Bioware (PC, Xbox 360 et PlayStation 3) : Miranda Lawson[n 5]
- 2011 : The 3rd Birthday de Square Enix (PSP) : Aya Brea
- 2012 : Mass Effect 3 de Bioware (PC, Xbox 360 et PlayStation 3) : Miranda Lawson[n 5]

### Clips vidéo
Yvonne Strahovski a participé à un clip, Three Pop Stars, One Song, où elle parodie plusieurs chanteuses, Katy Perry, Kesha et Lady Gaga ainsi que Justin Bieber à la fin du clip.

## Distinctions

### Récompenses
- 2007 : TV Guide Awards de l'actrice préférée dans la série télévisée dramatique Chuck (2007-2012) pour le rôle de agent Sarah Lisa Walker.
- 2007 : TV Guide Awards du couple préférée partagée avec Zachary Levi dans une série télévisée dramatique pour Chuck (2007-2012).
- 12e cérémonie des Teen Choice Awards 2010 : Meilleure actrice dans une série télévisée dramatique pour Chuck (2007-2012) pour le rôle de agent Sarah Lisa Walker.
- 39e cérémonie des Saturn Awards 2013 : Meilleure guest-star dans une série télévisée dans une série télévisée dramatique pour Dexter (2012-2013) pour le rôle de Hannah McKay.
- 2018 : Gold Derby Awards de la meilleure actrice dans un second rôle dans une série télévisée dramatique pour The Handmaid's Tale : La Servante écarlate (The Handmaid's Tale) (2017-2021).
- 2018 : Gold Derby Awards de la meilleure distribution dans une série télévisée dramatique pour The Handmaid's Tale : La Servante écarlate (The Handmaid's Tale) (2017-2021) partagée avec Alexis Bledel · Madeline Brewer, Amanda Brugel, Ann Dowd, O-T Fagbenle, Joseph Fiennes, Max Minghella, Elisabeth Moss et Sydney Sweeney.
- 2018 : International Online Cinema Awards de la meilleure actrice dans un second rôle dans une série télévisée dramatique pour The Handmaid's Tale : La Servante écarlate (The Handmaid's Tale) (2017-2021).
- Australian Academy of Cinema and Television Arts Awards 2020 : Meilleure actrice dans une série télévisée dramatique pour Stateless (2020).

### Nominations
- 70e cérémonie des Primetime Emmy Awards 2018 : Meilleure actrice dans un second rôle dans une série télévisée dramatique pour The Handmaid's Tale : La Servante écarlate (The Handmaid's Tale) (2017-2021).
- 24e cérémonie des Screen Actors Guild Awards 2018 : Meilleure distribution pour une série dramatique pour The Handmaid's Tale : La Servante écarlate (The Handmaid's Tale) (2017-2021) partagée avec Madeline Brewer, Amanda Brugel, Ann Dowd, O-T Fagbenle, Joseph Fiennes, Tattiawna Jones, Max Minghella, Elisabeth Moss et Samira Wiley.
- 76e cérémonie des Golden Globes 2019 : Meilleure actrice dans un second rôle dans une série, une mini-série ou un téléfilm pour The Handmaid's Tale : La Servante écarlate (The Handmaid's Tale) (2017-2021).
- 25e cérémonie des Screen Actors Guild Awards 2019 : Meilleure distribution pour une série dramatique pour The Handmaid's Tale : La Servante écarlate (The Handmaid's Tale) (2017-2021) partagée avec Alexis Bledel, Madeline Brewer, Amanda Brugel, Ann Dowd, O-T Fagbenle, Joseph Fiennes, Max Minghella, Elisabeth Moss, Sydney Sweeney, Bahia Watson et Nina Kiri.
- 26e cérémonie des Screen Actors Guild Awards 2020 : Meilleure distribution pour une série dramatique pour The Handmaid's Tale : La Servante écarlate (The Handmaid's Tale) (2017-2021) partagée avec Alexis Bledel, Madeline Brewer, Amanda Brugel, Ann Dowd, O-T Fagbenle, Joseph Fiennes, Kristen Gutoskie, Nina Kiri, Ashleigh LaThrop, Elisabeth Moss, Bahia Watson, Bradley Whitford et Samira Wiley.
- 73e cérémonie des Primetime Emmy Awards 2021 : Meilleure actrice dans un second rôle dans une série télévisée dramatique pour The Handmaid's Tale : La Servante écarlate (The Handmaid's Tale) (2017-2021).
- 28e cérémonie des Screen Actors Guild Awards 2022 : Meilleure distribution pour une série dramatique pour The Handmaid's Tale : La Servante écarlate (The Handmaid's Tale) (2017-2021) partagée avec Alexis Bledel, Madeline Brewer, Amanda Brugel, Ann Dowd, O-T Fagbenle, Joseph Fiennes, Sam Jaeger, Max Minghella, Elisabeth Moss, Bradley Whitford et Samira Wiley.

## Voix francophones
En version française, Laura Blanc est la voix la plus régulière d'Yvonne Strahovski depuis 2008, la doublant notamment dans Chuck, Dexter, I, Frankenstein, 24: Live Another Day ou encore The Tomorrow War.
Depuis le milieu des années 2010, Laura Blanc est remplacée par d'autres comédiennes, dont Marie Diot qui la double dans The Handmaid's Tale et Angel of Mine. À titre exceptionnel, Yvonne Strahovski est également doublée par Nathalie Bienaimé dans Manhattan Night, Marie Chevalot dans Je ne vois que toi et Julie Cavanna dans The Predator,.
En version québécoise, Yvonne Strahovski est doublée par Rose-Maïté Erkoreka dans Tueur d'élite et Ariane-Li Simard-Côté dans Moi, Frankenstein.